# النا وارتسی
النا وارتسی (ایتالیایی: Elena Varzi؛ ۲۱ دسامبر ۱۹۲۶ – ۱ سپتامبر ۲۰۱۴) هنرپیشه اهل ایتالیا بود.
از فیلم‌هایی که وی در آن‌ها نقش داشته‌است، می‌توان به همیشه بهار است اشاره نمود.